# Archeologische site van Alba-la-Romaine

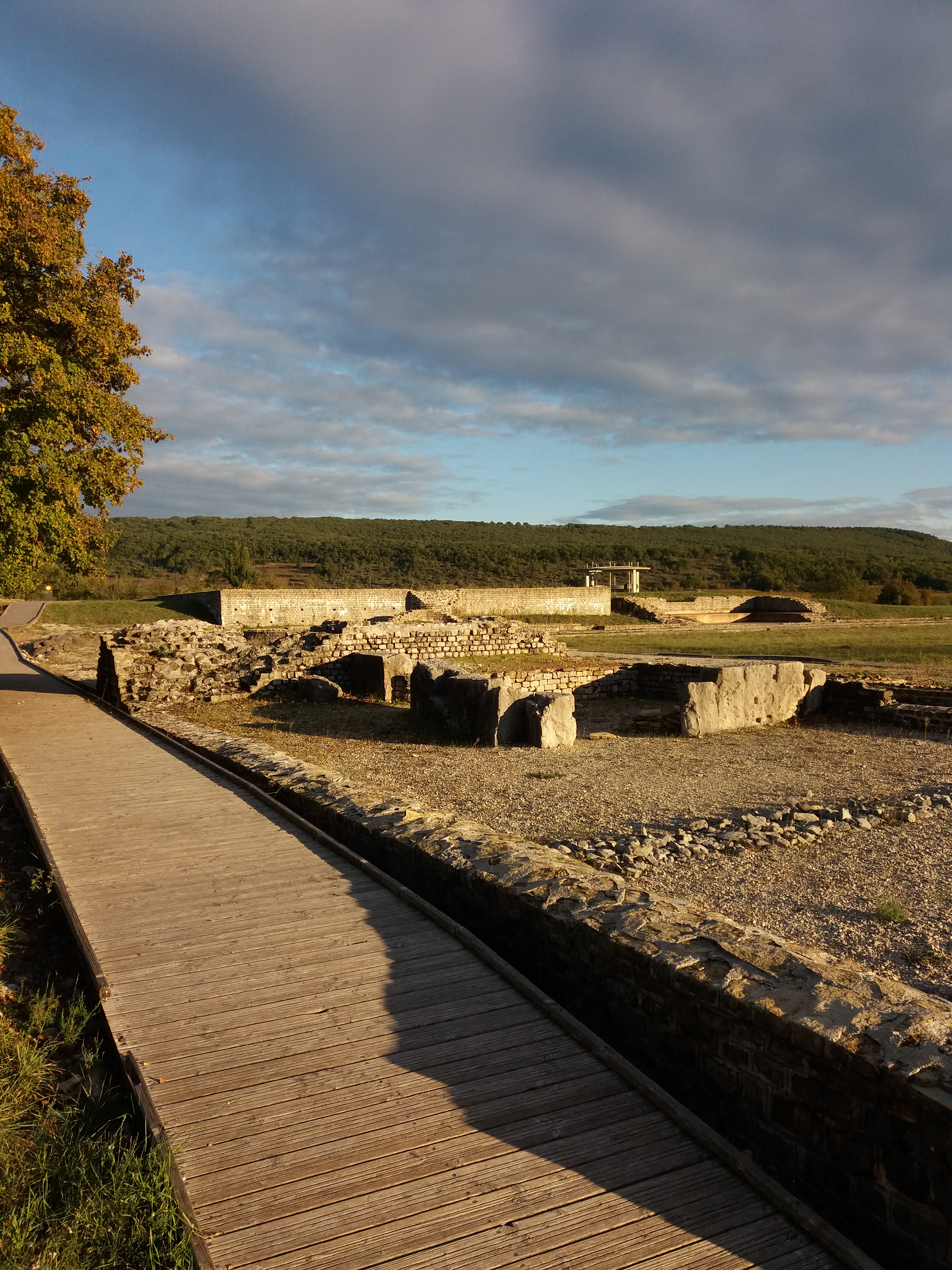
Archeologische site van Alba-la-Romaine

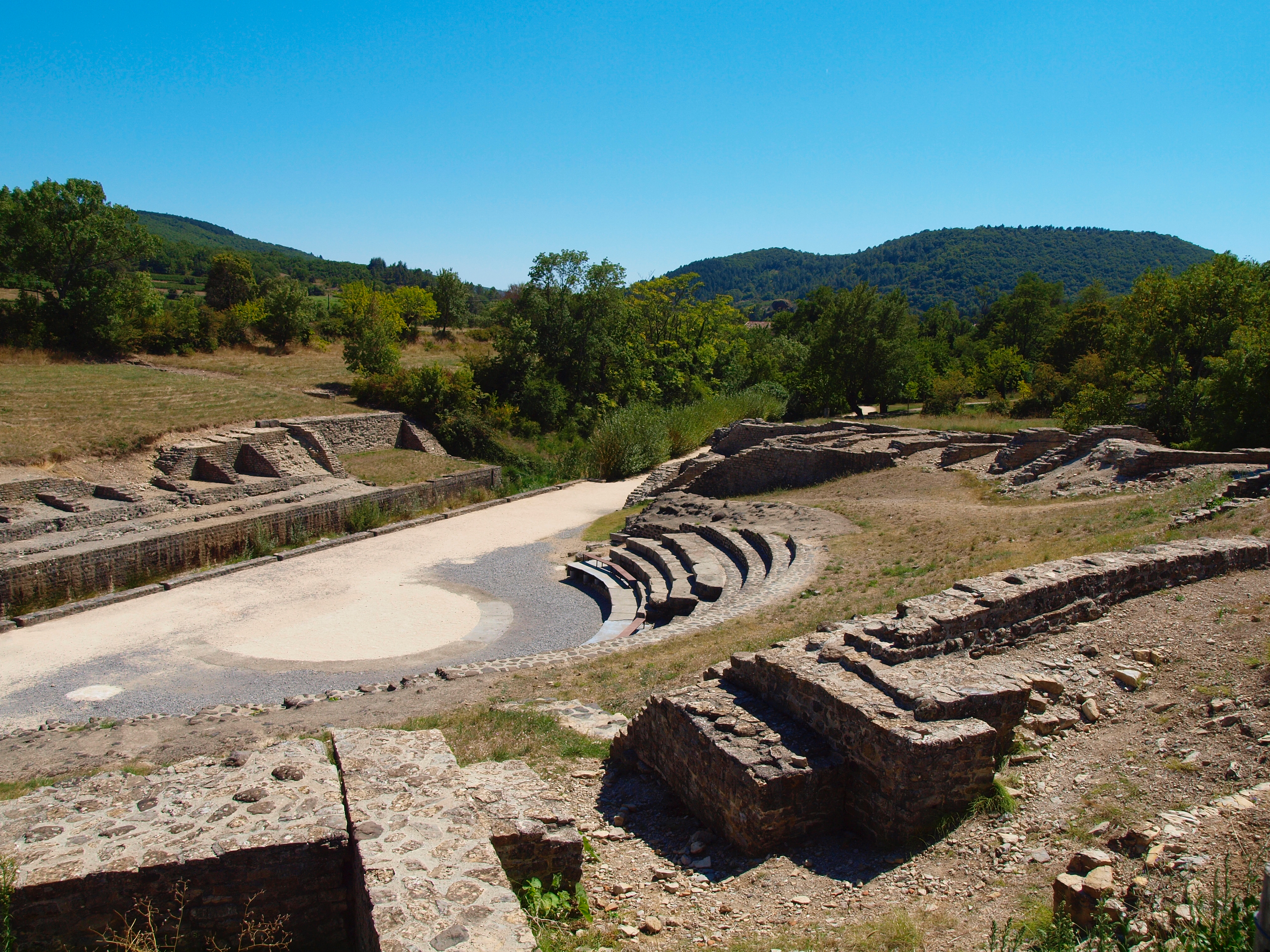
Gallo-Romeins theater

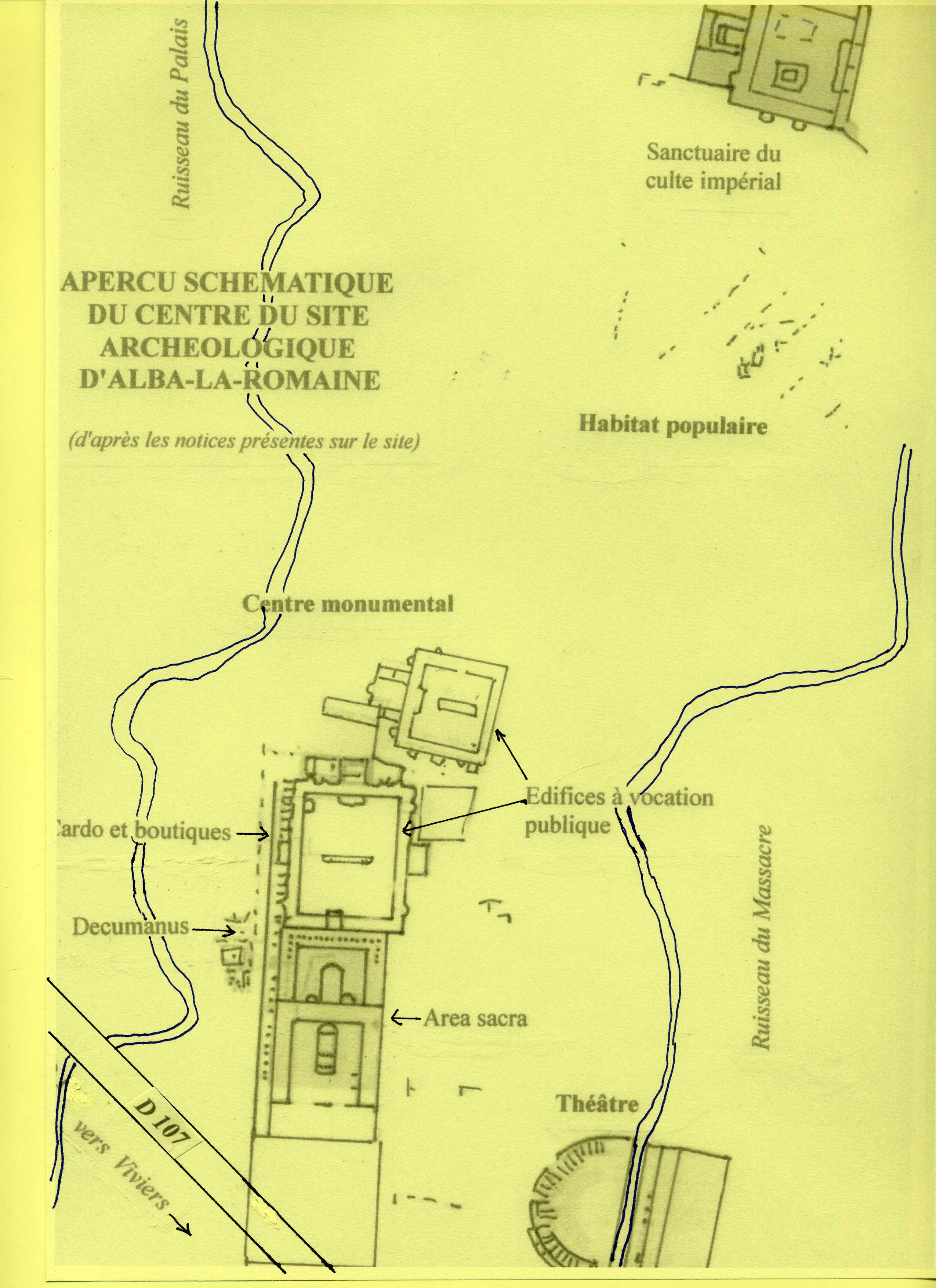
Overzicht van Alba Augusta Helviorum

De archeologische site van Alba-la-Romaine (1e eeuw v.Chr. - 5e eeuw n.Chr.) betreft een voormalige stad in het Romeinse Rijk, in de provincia Gallia Narbonensis. De site van 30 ha groot staat in het Franse departement Ardèche. De Romeinse stad lag op de weg tussen de Rhône-vallei en het Centraal Massief. De stad lag wel eerder dichter bij de Rhône, dat een belangrijke verbinding was tussen Arles en het noorden van Gallië.
Het huidige Alba-la-Romaine dateert van de Middeleeuwen en werd gebouwd naast de voormalige Romeinse stad.

## Historiek
Alba Augusta Helviorum - de volledige naam in het Latijn - was de hoofdplaats van de Helvii, een van de Gallo-Romeinse volkeren. Het hoogtepunt van Alba was in de 2e eeuw. De stad heeft nooit stadswallen gekend. Voor de Romeinen was Alba een handelscentrum voor wijn en landbouwproducten uit de Ardèche. De Romeinse weg van Antoninus Pius verbond Alba met Nîmes. In de vroege middeleeuwen verloor deze weg zijn belang als handelsweg want de stedelijke centra langs deze weg produceerden grotendeels dezelfde producten.
Tijdens de laatste jaren van het West-Romeinse Rijk bouwden de Romeinen een kerk aan de zijde van wat later het moderne Alba-la-Romaine zou worden. De kerk stond naast de begraafplaats van de Romeinse stad; overigens zijn hier ook Merovingische graven aangetroffen. Alba was een bisschopsstad vanaf de 4e eeuw totdat Viviers in de 5e eeuw de bisschopszetel overnam. Ten gevolge van de verhuis van de bisschopszetel verloor Alba in belang vanaf de 5e eeuw. Er volgde wel nog de bouw van een romaanse kerk in de 12e eeuw, gebruikt tot in 1730.
De archeologische site werd systematisch onderzocht vanaf de 19e eeuw. Toen bleek dat doorheen de stad een loden waterleiding liep en er ondergrondse tunnels waren voor waterafvoer. Dit was merkwaardig voor archeologen want de stad bevindt zich in bergachtig gebied.
Stukken opgegraven in de site bevinden zich in musea in de Ardèche. In 1986 werd de site zelf erkend als monument historique van Frankrijk.

## Overzicht
Centraal stonden talrijke handelshuizen, administratieve gebouwen en twee woonhuizen met een grote tuin. Het grootste administratief gebouw moet een districtshuis geweest zijn; het draagt de naam Palais. Het Forum naast het Palais kende een marktplaats en een tempel. Aan de Cardo Maximus, de belangrijkste noord-zuid straat, stonden een twintigtal kleinere winkels. De Cardo Maximus zelf was betegeld met kalksteen uit de streek.
Aan de oostzijde stond een theater; door het theater stroomde een riviertje dat de Romeinen gekanaliseerd hadden. Het riviertje diende voor waterspektakels. Archeologen vonden drie theaters die er opeenvolgend gebouwd werden van de eerste eeuw v.Chr. tot de tweede eeuw. Het derde theater telde 3.000 zitplaatsen.
Aan de zuidzijde stonden woningen voor gegoede burgers. De woningen hadden thermae, mozaïekvloeren en zuilengalerijen.
Aan de noordzijde stonden er werkplaatsen en houten huizen. Er stond ook een klein heiligdom ter ere van de keizer van Rome, die aansluiting had met de volkse wijk.